# 裴譔
裴譔（?—?），字宜業，唐朝官员，河东闻喜（今山西闻喜县）人，出自河东裴氏，是中唐宰相裴度的第二子。
裴譔是裴识、裴让、裴谂的哥哥。唐穆宗长庆元年登进士第。中书舍人李宗闵婿苏巢及右补阙杨汝士弟杨殷士及第。段文昌、李绅大怒，说钱徽所放进士郑朗等十四人，不当在选中。唐穆宗让中书舍人王起、主客郎中知制诰白居易主持重试，以裴譔特赐及第，贬钱徽为江州刺史，李宗闵为剑州刺史，杨汝士为开江令。裴譔官至翰林學士、工部侍郎。